# Vesicomya bruuni
Vesicomya bruuni är en musselart som beskrevs av Filatova 1969. Vesicomya bruuni ingår i släktet Vesicomya och familjen Vesicomyidae. Inga underarter finns listade i Catalogue of Life.